# Wielichowo-Wieś
Wielichowo-Wieś – wieś w Polsce położona w województwie wielkopolskim, w powiecie grodziskim, w gminie Wielichowo.
Na południe od wsi przepływa Północny i Środkowy Kanał Obry.
W okresie Wielkiego Księstwa Poznańskiego (1815-1848) miejscowość wzmiankowana jako Wilichow należała do wsi mniejszych w ówczesnym pruskim powiecie Kosten rejencji poznańskiej. Wilichow należał do okręgu wielichowskiego tego powiatu i stanowił część prywatnego majątku Wielichów (dziś Wielichowo), którego właścicielem był wówczas Mikołaj Mielżyński. Według spisu urzędowego z 1837 roku Wilichow liczył 80 mieszkańców, którzy zamieszkiwali 7 dymów (domostw).
W latach 1975–1998 miejscowość administracyjnie należała do województwa poznańskiego.
1 stycznia 2003 roku częściami wsi Wielichowo-Wieś stały się ówczesne osady: Pawłówko, Wielichowo-Odbudowanie, Wielichowo Odbudowanie-Las i Wielichowo-Probostwo. 31 grudnia 2007 roku wszystkie te cztery części wsi zostały zlikwidowane jako osobne miejscowości.
W Wielichowie-Wsi znajduje się nieczynna stacja kolejowa Wielichowo.